# Rathenow
Rathenow är en stad i förbundslandet Brandenburg i Tyskland och huvudort i Landkreis Havelland. Den är belägen vid floden Havel, 70 km väster om Berlin.  Rathenow har sina nuvarande gränser sedan 2001, då staden slogs samman med kommunerna Böhne, Göttlin, Grütz, Semlin och Steckelsdorf i dåvarande Amt Rathenow till en enda ny stadskommun. Orten är sedan 1800-talet känd för sin optiska industri.

## Historia

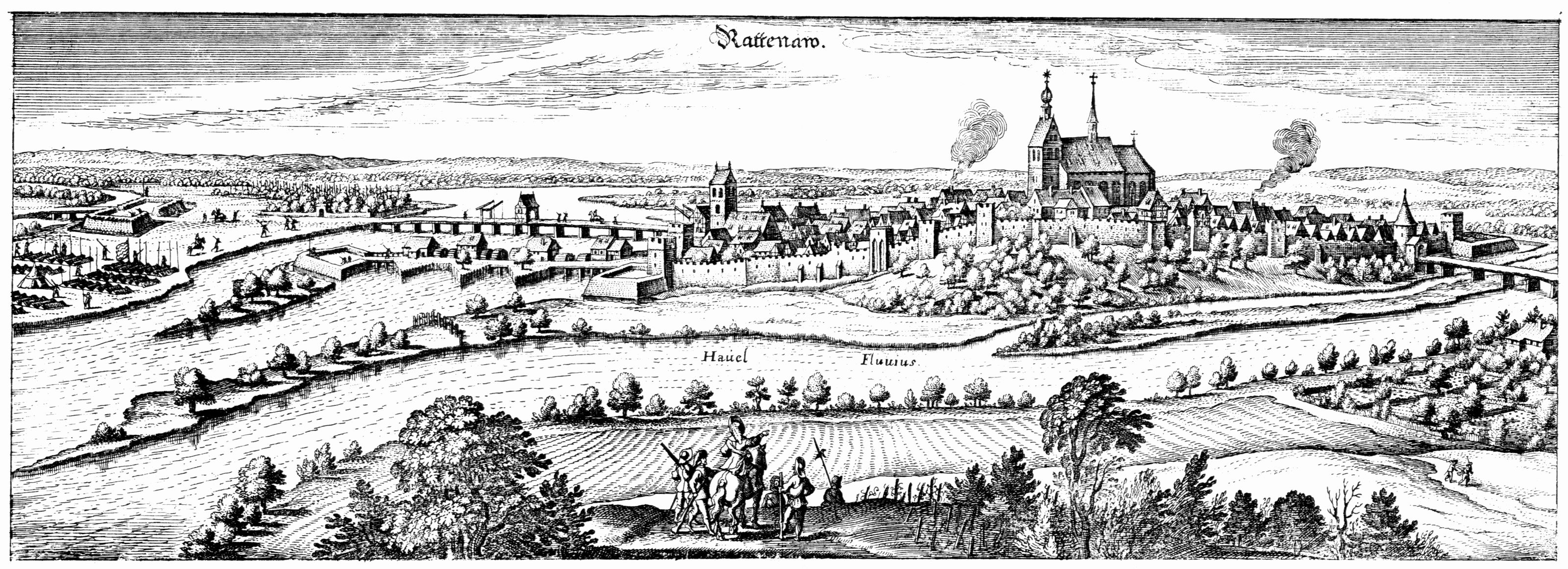
Rathenow år 1633, kopparstick av Matthäus Merian den äldre.

Rathenow har sitt ursprung i en lokal befästning som första gången omnämns 1157.  Som bosättning omnämns Rathenow första gången 1216, och 1295 gav markgreven Otto IV av Brandenburg staden stadsrättigheter.
Staden härjades svårt under trettioåriga kriget och hade vid krigsslutet 1648 endast 48 invånare.  Under skånska kriget utkämpades 25 juni 1675 slaget vid Rathenow i staden mellan den svenska och den brandenburgska armén, där större delen av den svenska styrkan om cirka 700 man stupade eller tillfångatogs.
Under Nazityskland och andra världskriget fanns i staden ett annex till koncentrationslägret Sachsenhausen, med minst 1000 fångar, som arbetade i Arado-flygfabriken. I hela området Westhavelland fanns dessutom 4975 tvångsarbetare och 2075 tvångsdeporterade.  Staden bombades av amerikanskt bombflyg 18 april 1944.  I maj 1945 befäste sig enstaka kvarvarande tyska arméförband under fältmarskalken Wilhelm Keitel i staden, och mer än 75 procent av staden förstördes av sovjetisk artillerield under krigets sista dagar.
Staden var från 1952 till 1990 huvudort i Kreis Rathenow i DDR.  Under folkupproret i Östtyskland 17 juni 1953 skedde våldsamma protester i Rathenow och SED-medlemmen Wilhelm Hagedorn lynchades av demonstranter.
År 1992, efter Tysklands återförening och bildandet av förbundslandet Brandenburg, blev Rathenow huvudort i kommunalförbundet Amt Rathenow, som därefter 2001 slogs ihop till den nuvarande stadskommunen Rathenow.  Sedan 1993 är staden huvudort i Landkreis Havelland.

## Näringsliv
Rathenow är sedan 1800-talet känt för sin optiska industri, grundlagd av Johann Heinrich August von Duncker (1767-1843), och under DDR tillverkades alla landets glasögon i staden.  Antalet anställda har sedan Tysklands återförening 1990 minskat starkt, liksom stadens befolkning, men fortfarande utgör optikbranschen genom företag som Fielmann och Askania viktiga arbetsgivare i staden.

## Kommunikationer

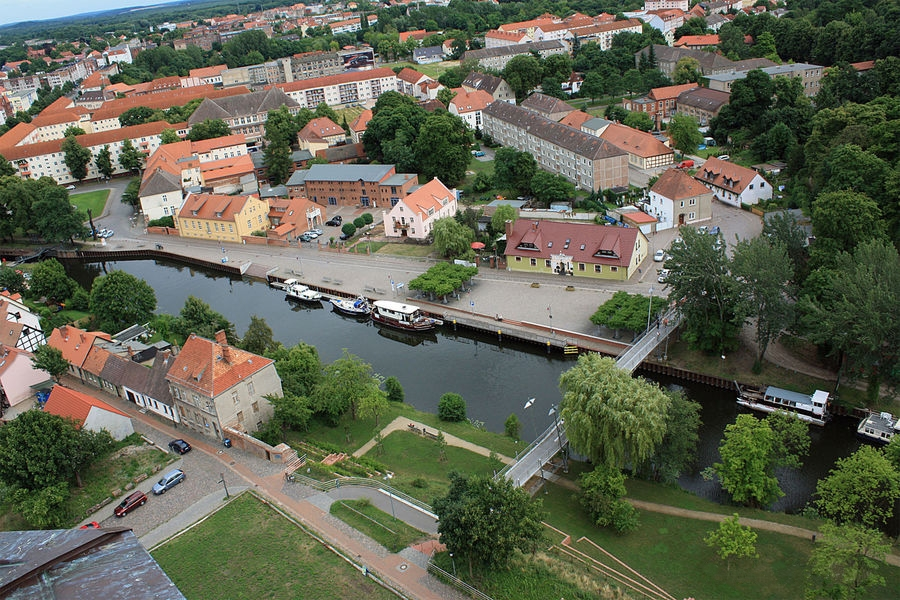
Rathenows hamnpromenad sedd från luften.

Rathenow har en järnvägsstation på linjerna Berlin-Hannover och Neustadt an der Dosse-Brandenburg an der Havel.  Stationen trafikeras med regionaltåg mot Berlin och Ludwigsfelde (RE 4), Brandenburg an der Havel (RB 51) och Stendal (RB 13).  Förbindelsen mot Neustadt är sedan 2003 nedlagd.
I staden korsas vägarna Bundesstrasse 102, mot Brandenburg an der Havel och Neustadt an der Dosse och Bundesstrasse 188, mot Hamburg, Berlin och Stendal.
Rathenow har en hamn vid floden Havel, som trafikeras av turistbåtar.

## Befolkning
| År   | Invånare |
| ---- | -------- |
| 1875 | 12 443   |
| 1890 | 18 841   |
| 1910 | 29 125   |
| 1925 | 32 056   |
| 1933 | 32 779   |
| 1939 | 37 449   |
| 1946 | 34 005   |
| 1950 | 32 254   |
| 1964 | 31 083   |
| 1971 | 31 834   |

| År   | Invånare |
| ---- | -------- |
| 1981 | 33 952   |
| 1985 | 33 312   |
| 1989 | 32 721   |
| 1990 | 31 945   |
| 1991 | 30 959   |
| 1992 | 30 973   |
| 1993 | 30 729   |
| 1994 | 30 649   |
| 1995 | 30 498   |
| 1996 | 30 277   |

| År   | Invånare |
| ---- | -------- |
| 1997 | 30 066   |
| 1998 | 29 688   |
| 1999 | 29 285   |
| 2000 | 28 811   |
| 2001 | 28 476   |
| 2002 | 28 000   |
| 2003 | 27 558   |
| 2004 | 27 230   |
| 2005 | 26 973   |
| 2006 | 26 640   |

| År   | Invånare |
| ---- | -------- |
| 2007 | 26 265   |
| 2008 | 25 791   |
| 2009 | 25 515   |
| 2010 | 25 301   |
| 2011 | 24 348   |
| 2012 | 24 253   |
| 2013 | 24 164   |
| 2014 | 24 127   |
| 2015 | 24 387   |
| 2016 | 24 243   |

| År   | Invånare |
| ---- | -------- |
| 2017 | 24 309   |
| 2018 | 24 309   |
| 2019 | 24 208   |
| 2020 | 24 179   |

Detaljerade källor anges i Wikimedia Commons..

## Kända invånare
- Joachim Mrugowsky (1905-1948), läkare och nazistisk krigsförbrytare.
- Rosemarie Köhn (född 1939), teolog, biskop i Hamar i Norge.
- Jörg Freimuth (född 1961), höjdhoppare och OS-medaljör för DDR 1980.
- Jörg Heinrich (född 1969), professionell fotbollsspelare.